# Різдво на Гаваях

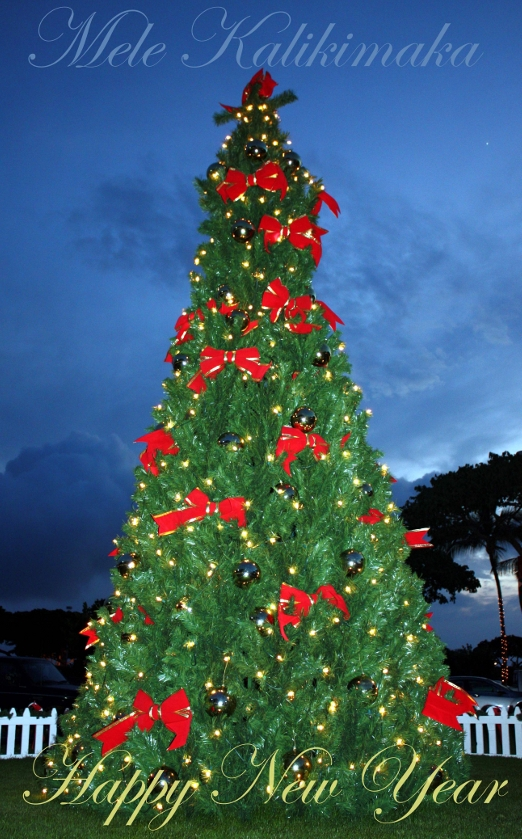
Гавайська ялинкова листівка

Різдво на Гаваях є головним щорічним святкуванням, як і в більшості західного світу.

## Історія
Це свято з'явилося на Гаваях з приходом протестантських місіонерів і вважається, що воно почалося після 1820 року. Більшість традицій, які вони зараз святкують, походять від місіонерів. До того, як гавайці святкували Різдво, яке люди знають сьогодні, у них був фестиваль під назвою Макахікі, який тривав близько чотирьох місяців під час якого всі війни були заборонені. Суть цього свята полягала в тому, щоб «принести мир і доброзичливість усім людям», а це ще одна річ, яку люди схильні асоціювати з Різдвом.
Перше зафіксоване Різдво на Гаваях відбулося в 1786 році, коли капітан торгового судна Queen Charlotte Джордж Діксон пришвартувався на гавайському острові Кауаї. Діксон і його команда відсвяткували велику різдвяну вечерю, яка включала ціле смажене порося.
Король Гавайських островів Камехамеха IV та королева Емма офіційно відзначали Різдво у 1856 році як День подяки. Напередодні Різдва 1858 року Мері Домініс влаштувала вечірку на Вашингтон Плейс, на якій вперше на Гаваях була встановлена різдвяна ялинка та Санта Клаус. Король Камехамеха IV оголосив його офіційним святом у 1862 році..

## Урочистості сьогодні
На щорічній церемонії «Вогні міста Гонолулу» встановлюють 50-футову різдвяну ялинку з норфолкської сосни, прикрашену яскравими вогнями та вишуканими прикрасами. Відбувається також жива розважальна програма.
Традиції в день Різдва подібні до інших місць; з'їдається велика їжа, а потім, оскільки пляж на Гаваях часто знаходиться неподалік, у воді часто відбувається серфінг або плавання, а музичні групи з гітарами та укулеле і танцями хуло розважають натовп на пляжі. На святі носять капелюхи Санти, а традиційні сани та олені Санти замінюються на каное з аутригерами, яке тягнуть дельфіни. Різні культури та етнічні групи, які оселилися на островах, святкують різдвяні традиції Гавайських островів у свій власний унікальний спосіб, який може бути релігійним або просто світським. Навіть сам Санта-Клаус (гавайською: Kanakaloka) е вдягає свій фірмовий червоно-білий костюм, а змінив його на квітчасте гавайське вбрання.
З рослини пуансетія виготовляють різдвяні вінки.

## Меле Калікімака

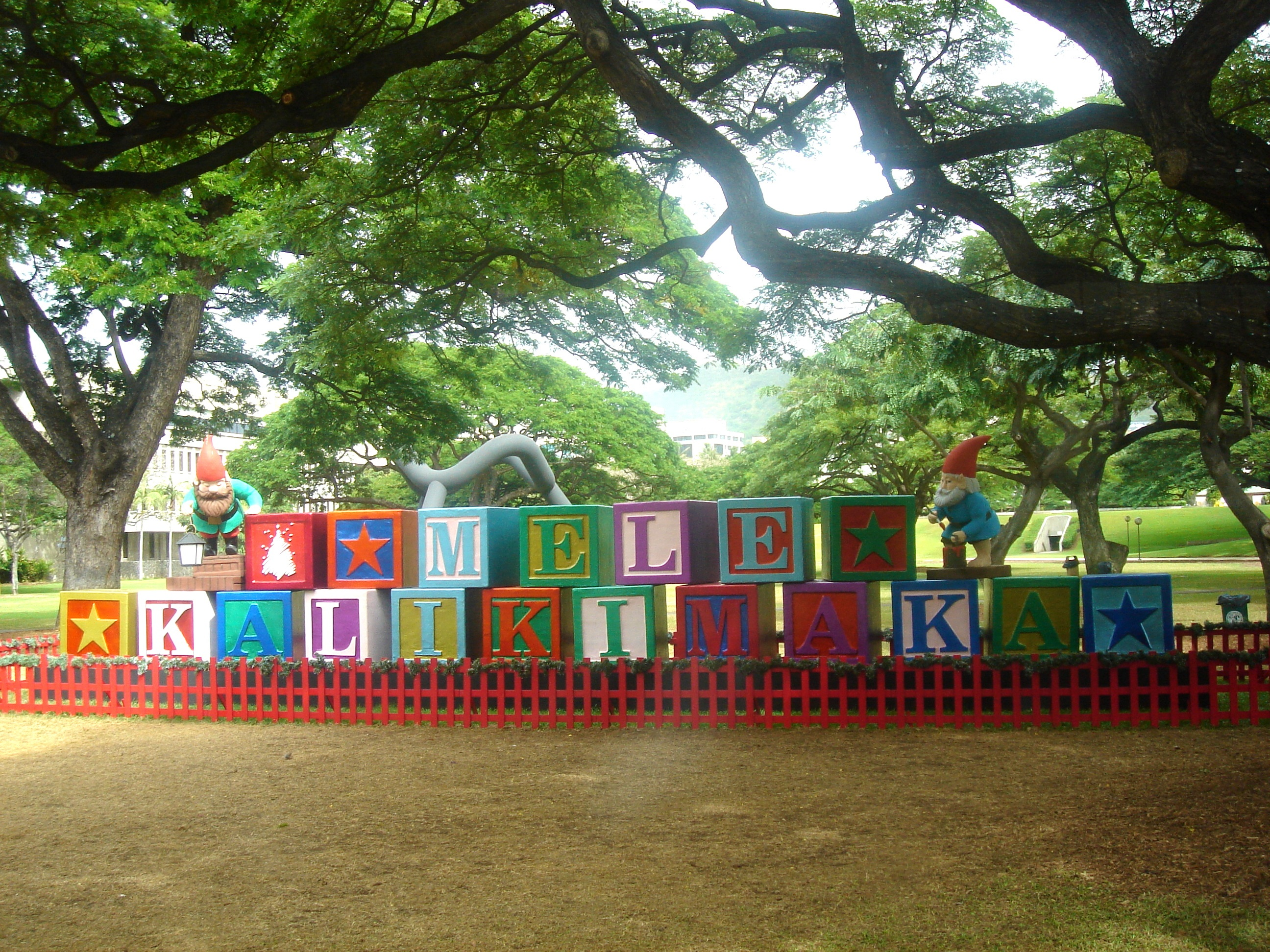
Меле Калікімака

Фраза «Меле Калікімака» в перекладі з гавайської мови означає «Щасливого Різдва». Це також різдвяна пісня на гавайську тему, створена Робертом Алексом Андерсоном у 1949 році. Фраза запозичена безпосередньо з англійської мови, але, оскільки гавайська мова має іншу фонологічну систему (зокрема, гавайська мова не має /r/ або /s/ в англійській мові, а також не має фонотактичних обмежень, що дозволяють приголосні в кінці складу), «Merry Christmas» стає «Меле Калікімака».
Існує також більш сучасна версія цієї пісні під назвою «Melekalikimaka» рок-гурту The Beach Boys з альбому-компіляції Ultimate Christmas.

## Популярна культура
- Sjömansjul på Hawaii (пісня про Гаваї на Різдво)